# Южно-Уссурийское городище
Южно-Уссурийское городище (Фурдан Чэн) — доли́нное многослойное городище, расположенное на территории города Уссурийска Приморского края РФ на левом берегу реки Раздольной. Название получено по географическому признаку — городище находится в южной части города. Памятник археологии федерального значения.

## История исследования
Городище впервые упомянуто в литературе за 1864 год исследователями А. Усольцевым и И. А. Лопатиным. В 1868 году синолог П. И. Кафаров, обследовав памятник, отнёс его к бохайскому (698—926) и чжурчжэньскому (1115—1234) периодам. В 1888 году первые разведочные работы были проведены географом-археологом Ф. Ф. Буссе. В 1915 году А. З. Фёдоровым была составлена подробная карта объекта, а в 1916 он провёл археологические исследования. В том же году во время раскопок вала была найдена китайская монета 712—741 гг. — малый чох с надписью «Кай-юань тун-бао». В 1954 году на территории Гарнизонного сада была исследована разрушенная круглая в плане постройка, где были найдены ещё две такие же китайские монеты VIII века. В 1954—1960 гг. на городище проводились археологические раскопки под руководством А. П. Окладникова и оно было датировано VIII—XII веками. В 1990-е раскопки продолжил Э. В. Шавкунов, который идентифицировал Южно-Уссурийское городище с бохайским окружным центром Суйбинг (Шуайбинь), получившим название от реки Суйфун (ныне Раздольная). В 1997 и 2001 гг. В. И. Дьяков, проводивший археологическое обследование периферийного участка укрепления на улице Агеева, выявил в культурном слое фрагменты мохэского сосуда, круговую керамику и черепицу, которые подтвердили возведение городища в VIII веке бохайцами. Позднее городище перестроили чжурчжэни, перестроив вал и значительно усилив фортификацию. Техника возведения валов бохайского и чжурчжэньского периодов сильно отличаются. Вал Южно-Уссурийского городища возводился в чжурчжэньское время. Исследования 2006 года на улицах Лермонтова и Нечаева выявили два строительных горизонта, которые, скорее всего, датируют время существования государства Восточное Ся (1215—1233) (верхний) и временем империи Цзинь (1115—1234) (нижний).
Южно-Уссурийское городище идентифицируется c местом переселения еланьских Ваньянь из местности Елань, предположительно находившейся юго-восточнее Уссурийска, на побережье Приморского края. Здесь были обнаружены остатки мавзолейного комплекса чжурчжэньского вождя и военачальника Ваньянь Чжуна.

## Описание
В плане укрепление имеет форму неправильного четырёхугольника, углами ориентированное по сторонам света. Со всех сторон защищено земляным валом высотой до 6 м. Северо-восточный и северо-западный валы с наружной стороны имели дополнительную защиту — ров. Длина северо-восточного вала 0,9 км, северо-западного — 1,1 км. Юго-западный и юго-восточный валы шли по изгибам старицы реки Раздольной. В северо-западной, северо-восточной и юго-восточной сторонах имелись проёмы для ворот, дополнительно укреплённые захабами с ронделями. Все стороны валов были усилены 44 фронтальными башнями, имелись также барбеты — площадки для метательных орудий. На территории городища обнаружены наземные жилища с кановой системой отопления.